# Campionati cechi di ciclismo su strada
I Campionati cechi di ciclismo su strada sono la manifestazione annuale di ciclismo su strada che assegna il titolo di Campione della Repubblica Ceca. I vincitori hanno il diritto di indossare per un anno la maglia di campione ceco, come accade per il campione mondiale.

## Campioni in carica (2025)
| Uomini Elite | Uomini Elite    | Uomini Elite |
| ------------ | --------------- | ------------ |
| In linea     | Mathias Vacek   |              |
| Cronometro   | Mathias Vacek   |              |
| Donne Elite  |                 |              |
| In linea     | Barbora Němcová |              |
| Cronometro   | Julia Kopecký   |              |

## Albo d'oro

### Titoli maschili
Aggiornato all'edizione 2025.
| Anno | Vincitore         | Secondo           | Terzo             |
| ---- | ----------------- | ----------------- | ----------------- |
| 1994 | Lubor Tesař       | Tomáš Sedláček    | Martin Kaňkovský  |
| 1995 | René Andrle       | Tomáš Velecký     | Jaroslav Bílek    |
| 1996 | Ján Svorada       | René Andrle       | Petr Benčik       |
| 1997 | Jaromír Purmenský | Ondřej Fadrný     | Tomáš Konečný     |
| 1998 | Ján Svorada       | Milan Kadlec      | Ondřej Sosenka    |
| 1999 | Tomáš Konečný     | Milan Kadlec      | František Trkal   |
| 2000 | Miloslav Kejval   | Miloš Pejcha      | Michal Kalenda    |
| 2001 | Jaromír Friede    | Jan Faltýnek      | Petr Klasa        |
| 2002 | Ondřej Fadrný     | Tomáš Konečný     | Ondřej Sosenka    |
| 2003 | Lubor Tesař       | Ondřej Fadrný     | Adam Homolka      |
| 2004 | Ondřej Sosenka    | Petr Benčík       | René Andrle       |
| 2005 | Ján Svorada       | Tomáš Bucháček    | Stanislav Kozubek |
| 2006 | Stanislav Kozubek | Petr Pučelík      | René Andrle       |
| 2007 | Tomáš Bucháček    | Tomas Vokrouhlik  | Petr Benčík       |
| 2008 | Petr Benčík       | Martin Hebík      | Stanislav Kozubek |
| 2009 | Martin Mareš      | Jakub Kratochvíla | Stanislav Kozubek |
| 2010 | Petr Benčík       | Stanislav Kozubek | Milan Kadlec      |
| 2011 | Petr Benčík       | Leopold König     | Zdeněk Štybar     |
| 2012 | Milan Kadlec      | František Raboň   | Jiří Polnický     |
| 2013 | Jan Bárta         | Martin Bína       | Petr Lechner      |
| 2014 | Zdeněk Štybar     | Michael Vakoč     | Jan Bárta         |
| 2015 | Petr Vakoč        | Leopold König     | František Sisr    |
| 2016 | Roman Kreuziger   | Zdeněk Štybar     | Martin Hunal      |
| 2017 | Zdeněk Štybar     | Josef Černý       | Petr Vakoč        |
| 2018 | Josef Černý       | Jan Bárta         | Jakub Otruba      |
| 2019 | František Sisr    | Tomáš Kalojíros   | Petr Vakoč        |
| 2020 | Adam Ťoupalík     | Zdeněk Štybar     | Petr Vakoč        |
| 2021 | Michael Kukrle    | Dominik Neuman    | Daniel Turek      |
| 2022 | Matěj Zahálka     | Jan Bárta         | Adam Ťoupalík     |
| 2023 | Mathias Vacek     | Pavel Bittner     | Šimon Vaníček     |
| 2024 | Tomáš Přidal      | Michael Kukrle    | Vojtěch Kmínek    |
| 2025 | Mathias Vacek     | Matyáš Kopecký    | Tomáš Přidal      |

| Anno | Vincitore         | Secondo           | Terzo             |
| ---- | ----------------- | ----------------- | ----------------- |
| 1997 | Jan Hruška        | Lubor Tesař       | František Trkal   |
| 1998 | Ondřej Sosenka    | Lubor Tesař       | Jan Hruška        |
| 1999 | Jan Hruška        | Milan Kadlec      | Tomáš Konečný     |
| 2000 | Ondřej Sosenka    | Lubor Tesař       | Milan Kadlec      |
| 2001 | Ondřej Sosenka    | Michal Kalenda    | Michal Hrazdíra   |
| 2002 | Ondřej Sosenka    | Michal Hrazdíra   | Michal Kalenda    |
| 2003 | Michal Hrazdíra   | Radek Blahut      | Ondřej Sosenka    |
| 2004 | Michal Hrazdíra   | Ondřej Sosenka    | Lubor Tesař       |
| 2005 | Ondřej Sosenka    | Michal Hrazdíra   | Milan Kadlec      |
| 2006 | Ondřej Sosenka    | Milan Kadlec      | František Raboň   |
| 2007 | Stanislav Kozubek | René Andrle       | Jan Faltýnek      |
| 2008 | František Raboň   | Jan Hruška        | René Andrle       |
| 2009 | František Raboň   | Stanislav Kozubek | Tomáš Okrouhlický |
| 2010 | František Raboň   | Jan Bárta         | Leopold König     |
| 2011 | Jiří Hudeček      | Jan Bárta         | Tomáš Okrouhlický |
| 2012 | Jan Bárta         | Zdeněk Štybar     | František Raboň   |
| 2013 | Jan Bárta         | Vojtěch Hačecký   | Tomáš Okrouhlický |
| 2014 | Jan Bárta         | Petr Vakoč        | Zdeněk Štybar     |
| 2015 | Jan Bárta         | Leopold König     | Petr Vakoč        |
| 2016 | Leopold König     | Jan Bárta         | Petr Vakoč        |
| 2017 | Jan Bárta         | Petr Vakoč        | Josef Černý       |
| 2018 | Josef Černý       | Jan Bárta         | Michael Kukrle    |
| 2019 | Jan Bárta         | Josef Černý       | Petr Vakoč        |
| 2020 | Josef Černý       | Jan Bárta         | Adam Ťoupalík     |
| 2021 | Josef Černý       | Jan Bárta         | Adam Ťoupalík     |
| 2022 | Jan Bárta         | Michael Kukrle    | Jakub Otruba      |
| 2023 | Jakub Otruba      | Petr Kelemen      | Mathias Vacek     |
| 2024 | Mathias Vacek     | Josef Černý       | Jakub Otruba      |
| 2025 | Mathias Vacek     | Josef Černý       | Jakub Otruba      |

### Titoli femminili
Aggiornato all'edizione 2025.
| Anno | Vincitrice         | Seconda           | Terza               |
| ---- | ------------------ | ----------------- | ------------------- |
| 1993 | Julie Pekárková    | Šárka Víchová     | Renata Holová       |
| 1994 | Lenka Těšíková     | Karla Polívková   | Julie Pekárková     |
| 1995 | Šárka Víchová      | Karla Polívková   | Julie Pekárková     |
| 1996 | Julie Pekárková    | Šárka Víchová     | Blanka Navrátilová  |
| 1997 | Miluše Flašková    | Šárka Víchová     | Kristina Obručová   |
| 1998 | Blanka Navrátilová | Maria Hostašová   | Lada Kozlíková      |
| 1999 | Lada Kozlíková     | Miluše Flašková   | Kristina Obručová   |
| 2000 | Lada Kozlíková     | Ilona Bublová     | Karla Polívková     |
| 2001 | Lada Kozlíková     | Karla Polívková   | Ilona Bublová       |
| 2002 | Julie Pekárková    | Zdenka Havlíková  | Kristina Obručová   |
| 2003 | Ilona Bublová      | Julie Pekárková   | Jana Kábrtová       |
| 2004 | Martina Růžičková  | Barbora Bohatá    | Pavla Havlíková     |
| 2005 | Lada Kozlíková     |                   |                     |
| 2006 | Lada Kozlíková     | Pavla Havlíková   | Martina Růžičková   |
| 2007 | Martina Růžičková  | Jarmila Machačová | Pavla Havlíková     |
| 2008 | Martina Růžičková  | Jarmila Machačová | Dana Fialová        |
| 2009 | Tereza Huříková    | Martina Růžičková | Jarmila Machačová   |
| 2010 | Martina Sáblíková  | Martina Růžičková | Lada Kozlíková      |
| 2011 | Martina Sáblíková  | Martina Růžičková | Jarmila Machačová   |
| 2012 | Pavlína Šulcová    | Martina Růžičková | Martina Sáblíková   |
| 2013 | Martina Sáblíková  | Pavlína Šulcová   | Pavla Havlíková     |
| 2014 | Martina Sáblíková  | Anežka Drahotová  | Pavlína Šulcová     |
| 2015 | Martina Sáblíková  | Zuzana Neckářová  | Barbora Průdková    |
| 2016 | Martina Sáblíková  | Barbora Průdková  | Martina Mikulášková |
| 2017 | Nikola Nosková     | Lucie Hochmann    | Jarmila Machačová   |
| 2018 | Jarmila Machačová  | Nikola Nosková    | Melissa Van Neck    |
| 2019 | Tereza Neumanová   | Nikola Bajgerová  | Jarmila Machačová   |
| 2020 | Jarmila Machačová  | Tereza Neumanová  | Tereza Medvedová    |
| 2021 | Tereza Neumanová   | Nikola Bajgerová  | Nikola Nosková      |
| 2022 | Tereza Neumanová   | Nikola Bajgerová  | Kristýna Zemanová   |
| 2023 | Jarmila Machačová  | Kristýna Burlová  | Nikola Bajgerová    |
| 2024 | Barbora Němcová    | Nikola Bajgerová  | Julia Kopecký       |

| Anno | Vincitrice         | Seconda            | Terza                |
| ---- | ------------------ | ------------------ | -------------------- |
| 2000 | Lada Kozlíková     | Julie Pekárková    | Karla Polivková      |
| 2001 | Lada Kozlíková     | Karla Polívková    | Ilona Bublová        |
| 2002 | Lada Kozlíková     | Julie Pekárková    | Pavla Havlíková      |
| 2003 | Ilona Bublová      | Julie Pekárková    | Pavla Nováková       |
| 2004 | Julie Pekárková    | Ilona Bublová      | Pavla Nováková       |
| 2005 | Lada Kozlíková     |                    |                      |
| 2006 | Lada Kozlíková     | Martina Růžičková  | Jarmila Machačová    |
| 2007 | Tereza Huříková    | Martina Růžičková  | Martina Sáblíková    |
| 2008 | Jarmila Machačová  | Martina Růžičková  | Martina Sáblíková    |
| 2009 | Tereza Huříková    | Martina Růžičková  | Jarmila Machačová    |
| 2010 | Martina Sáblíková  | Martina Růžičková  | Gabriela Slámová     |
| 2011 | Martina Sáblíková  | Martina Růžičková  | Jarmila Machačová    |
| 2012 | Jarmila Machačová  | Martina Sáblíková  | Pavlína Šulcová      |
| 2013 | Martina Sáblíková  | Katarína Hranaiová | Pavlína Šulcová      |
| 2014 | Martina Sáblíková  | Pavlína Šulcová    | Anežka Drahotová     |
| 2015 | Martina Sáblíková  | Jarmila Machačová  | Martina Růžičková    |
| 2016 | Martina Sáblíková  | Jarmila Machačová  | Anežka Drahotová     |
| 2017 | Nikola Nosková     | Jarmila Machačová  | Tereza Korvasová     |
| 2018 | Tereza Korvasová   | Jarmila Machačová  | Melissa van Neck     |
| 2019 | Tereza Korvasová   | Jarmila Machačová  | Nikola Bajgerová     |
| 2020 | Nikola Nosková     | Marketa Hájková    | Tereza Korvasová     |
| 2021 | Nikola Nosková     | Jarmila Machačová  | Nikol Flašarová      |
| 2022 | Denisa Slámová     | Nikola Bajgerová   | Petra Sevcikova      |
| 2023 | Eliška Kvasničková | Kristýna Burlová   | Nikola Bajgerová     |
| 2024 | Julia Kopecký      | Nikola Nosková     | Jana Milec Jiřincová |
| 2025 | Julia Kopecký      | Eliška Kvasničková | Jana Milec Jiřincová |